# Orfeó Atlàntida
L'Orfeó Atlàntida és una entitat cultural fundada el maig de 1926 al barri d'Hostafrancs de Barcelona.